# Nnuje teramane
Le Nnuje teramane o salsicciotto di trippa teramano è una specialità agroalimentare abruzzese in particolare del territorio della provincia di Teramo, e fa parte dei Prodotti agroalimentari tradizionali abruzzesi.